# City Life
City Life is een computerspel voor de pc, dat in mei 2006 is uitgebracht. Het spel is ontwikkeld door Monte Cristo. 
In dit spel kun je een moderne stad maken in 3D en tot in elk detail inzoomen. Het is het eerste spel dat deze mogelijkheid biedt.
In 2009 kwam het vervolg op City Life uit, onder de naam Cities XL.

## Ontvangst
| Beoordeeld door                       | Datum            | Score |
| ------------------------------------- | ---------------- | ----- |
| Deaf Gamers                           | 2006             | 85%   |
| Daily Game                            | 10 juni 2006     | 85%   |
| Play.tm                               | 1 juni 2006      | 82%   |
| Yahoo! Games                          | 15 juni 2006     | 80%   |
| IGN                                   | 10 augustus 2006 | 80%   |
| FileFactory Games / Gameworld Network | 29 juni 2006     | 79%   |
| GameSpot (Belgium/Netherlands)        | 6 juni 2006      | 78%   |
| JeuxVideoPC.com                       | 19 april 2006    | 75%   |
| Gamesmania                            | 28 april 2006    | 74%   |
| GamingExcellence                      | 26 augustus 2006 | 72%   |